# Belle (эксперимент)

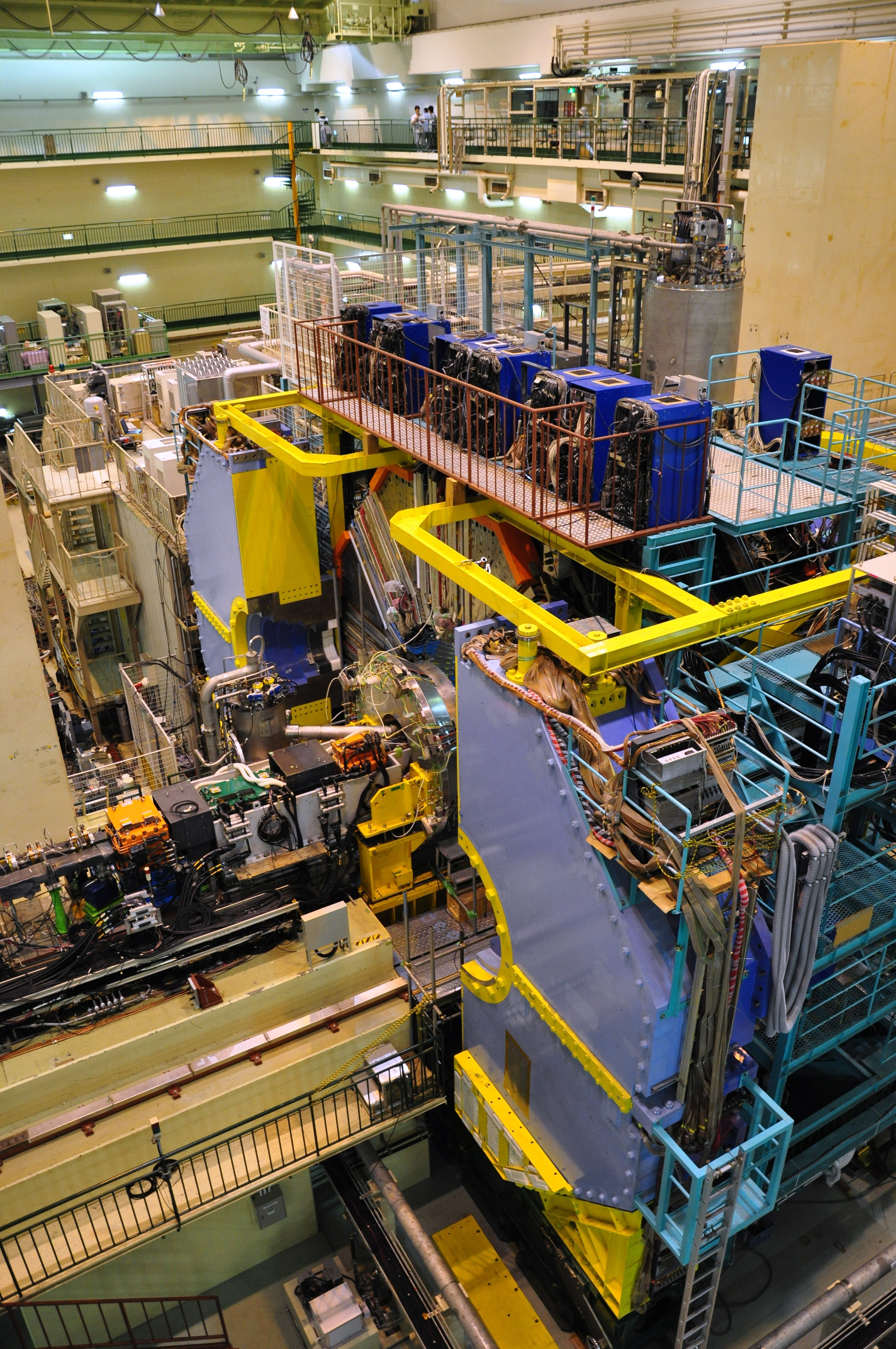
Детектор Belle в Цукуба Холле, КЕК

Belle — ускорительный эксперимент в области физики высоких энергий, выполнявшийся коллаборацией Belle, международным научным коллективом из более чем 400 физиков и инженеров, в Исследовательской организации ускорителей высоких энергий (KEK) в городе Цукуба, префектура Ибараки, Япония. Эксперимент проводился с 1999 по 2010 год.
Детектор Belle находился в точке столкновения ускорительного комплекса KEKB — электрон-позитронного коллайдера асимметричной энергии. Belle в KEKB вместе с экспериментом BaBar на ускорителе PEP-II в SLAC были известны как B-фабрики, поскольку они сталкивали электроны с позитронами при энергии в центре инерции, равной массе Y(4S)-резонанса, который распадается на пары B-мезонов.
Детектор Belle представлял собой герметичный многослойный детектор частиц с большим телесным углом охвата, позиционированием вершин с точностью порядка десятков микрометров (обеспечивается кремниевым вершинным детектором), хорошей различающей способностью между пионами и каонами в диапазоне импульсов от 100 МэВ/c до нескольких ГэВ/c (обеспечивается черенковским детектором) и электромагнитным калориметром (на основе сцинтилляционных кристаллов CsI(Tl)), обеспечивающим  точность измерения энергий до нескольких процентов 
Belle II — модернизация Belle, которая была одобрена в июне 2010 года. Он был введён в эксплуатацию в начале 2018 года. Belle II находится в SuperKEKB (модернизированный ускоритель KEKB), который призван обеспечить в 40 раз бо́льшую интегральную светимость.

## Полученные результаты

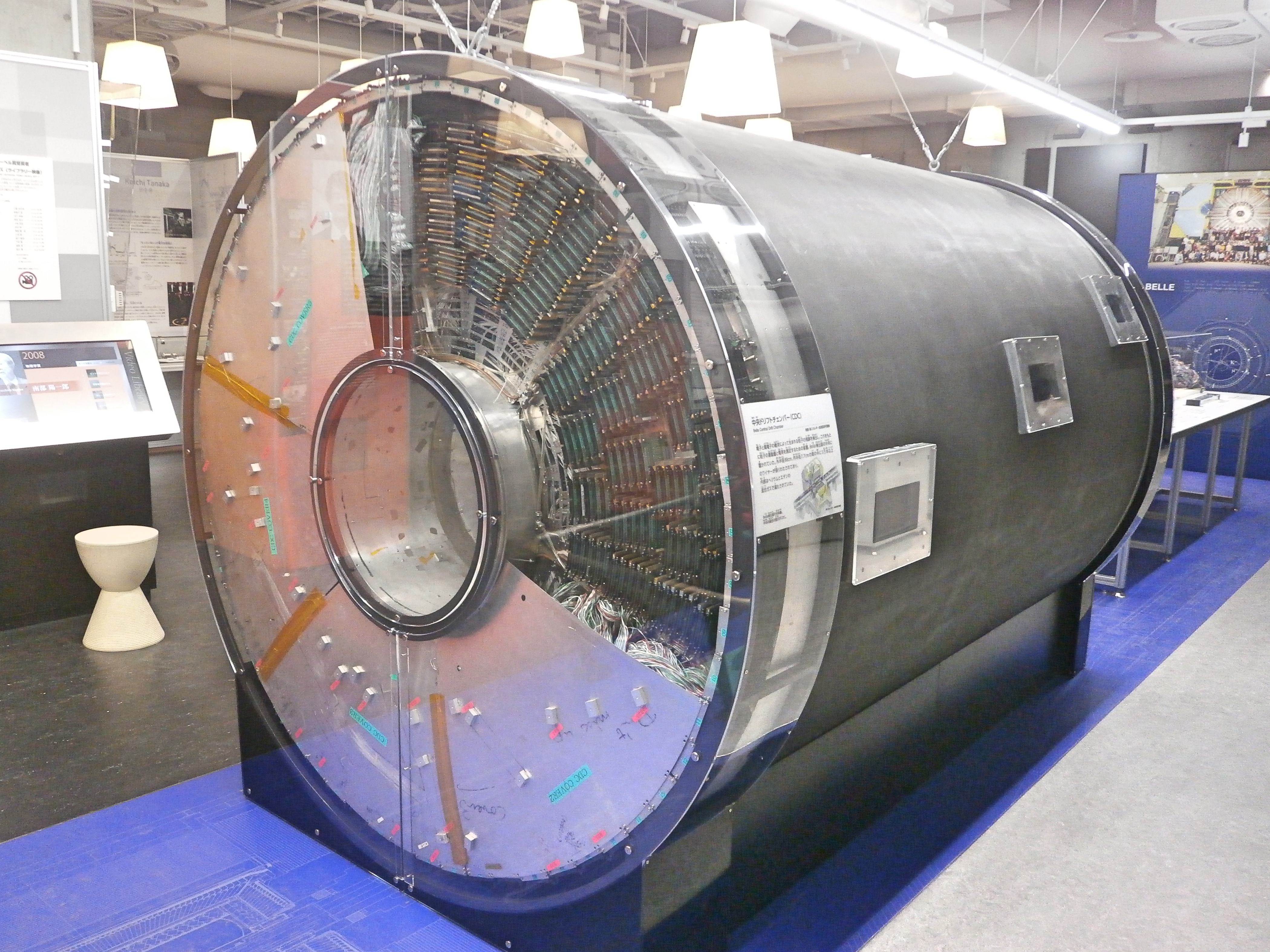
Списанная центральная дрейфовая трекерная камера от Belle, в настоящее время выставленная в Национальном музее природы и науки

Эксперимент Belle был мотивирован поиском CP-нарушения в системе нейтральных B-мезонов. Однако в ходе эксперимента также проводились обширные исследования редких распадов, поиски экзотических частиц и точные измерения свойств D-мезонов и тау-лептонов. Результаты эксперимента опубликованы в примерно 300 статьях в реферируемых журналах.
Основные результаты эксперимента Belle включают в себя:
- наблюдение большого CP-нарушения в системе нейтральных B-мезонов[6];
- измерение коэффициента ветвления для инклюзивных распадов {\displaystyle B\to X_{s}\gamma }[7];
- наблюдение перехода {\displaystyle b\to sl^{+}l^{-}} с использованием распадов {\displaystyle B\to Kl^{+}l^{-}}[8] и {\displaystyle B\to K^{*}l^{+}l^{-}}[9];
- измерение {\displaystyle \phi _{3}} с использованием диаграммы Далитца для распадов {\displaystyle B\to DK,D\to K_{S}\pi ^{+}\pi ^{-}}[1];
- измерение элементов CKM-матрицы смешивания кварков {\displaystyle |V_{ub}|} и {\displaystyle |V_{cb}|};
- наблюдение прямого СР-нарушения в распадах {\displaystyle B^{0}\to \pi ^{+}\pi ^{-}}[10] и {\displaystyle B^{0}\to K^{-}\pi ^{+}}[11];
- наблюдение переходов {\displaystyle b\to d}[12];
- наблюдение чистого лептонного распада {\displaystyle B\to \tau \nu }[13];
- наблюдения ряда новых частиц, включая X(3872)[14].

## Наборы данных
Ускоритель KEKB имел на тот момент самую высокую в мире светимость. Большая часть собранных данных относилась к ϒ(4S). Мгновенная светимость превышала 2,11⋅1034 см−2·с−1. Интегральная светимость, набранная при энергии, равной массе ϒ(4S), составила около 710 фбн−1 (соответствует 771 миллиону BB-мезонных пар). Около 10 % данных было набрано при энергии ниже резонанса ϒ(4S) для изучения фона. Кроме того, KEKB провёл специальные измерения на ϒ(5S)-резонансе для изучения B
s-мезона, а также на ϒ(1S)-, ϒ(2S)- и ϒ(3S)-резонансах для получения свидетельств существования частиц тёмной материи и бозона Хиггса. Наборы данных на энергиях резонансов ϒ(1S), ϒ(2S) и ϒ(5S), собранные Belle, — самые объёмные в мире.